# Epidemija kolere u Sijera Leoneu 2012.
Epidemija kolere u Sijera Leoneu 2012. je do kraja kolovoza 2012. dovela do smrti 350 ljudi.  Ovo je najgora epidemija u Sijera Leoneu u zadnjih 15 godina. Međunarodne zdravstvene organizacije (Liječnici bez granica, Crveni križ i ostali) čine sve da obuzdaju širenje kolere, koja je pogodila i susjednu Gvineju, gdje je od kolere od veljače umrlo 82 ljudi. Izvanredno stanje zbog epidemije kolere proglašeno je 16. kolovoza 2012. u Sierra Leoneu. Tamošnje vlasti na ovaj su se potez odlučile nakon što je broj smrtnih slučajeva u ovoj godini značajno porastao, a broj zaraženih opasno približio brojci od 11 600 ljudi. Pretpostavlja se da je u Gvineji i Sijera Leone zaraženo zajedno preko 17 400 ljudi. Odluka je objavljena nakon sastanka članova tamošnje vlade s predstavnicima Svjetske zdravstvene organizacije i UNICEF-a. Vlada Sierra Leonea odmah je stvorila specijalne snage za borbu protiv epidemije.